# Elephantomyia zealandica
Elephantomyia zealandica är en tvåvingeart som beskrevs av Edwards 1923. Elephantomyia zealandica ingår i släktet Elephantomyia och familjen småharkrankar. Inga underarter finns listade i Catalogue of Life.